# 河北大学体育场

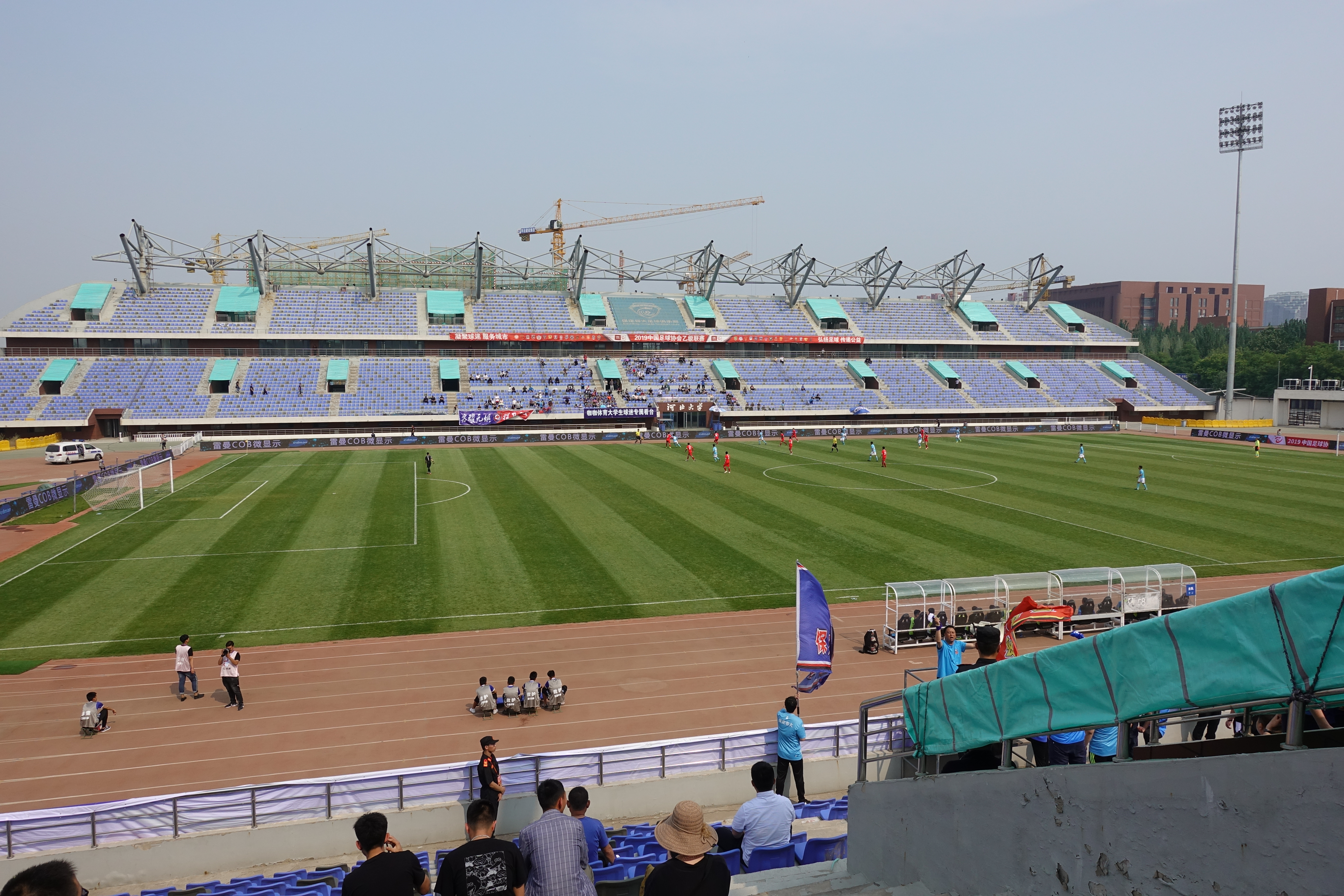

河北大学体育场是中国河北省保定市的一座综合体育场，隶属于河北大学，位于河北大学新校区，符合中国足球职业联赛比赛标准。2017年开始作为中甲球队保定容大的主场使用，承担了3年间的中甲、中乙比赛任务。2020年保定容大解散后场地处于闲置状态。